# Sânmărtinu de Câmpie, Mureș

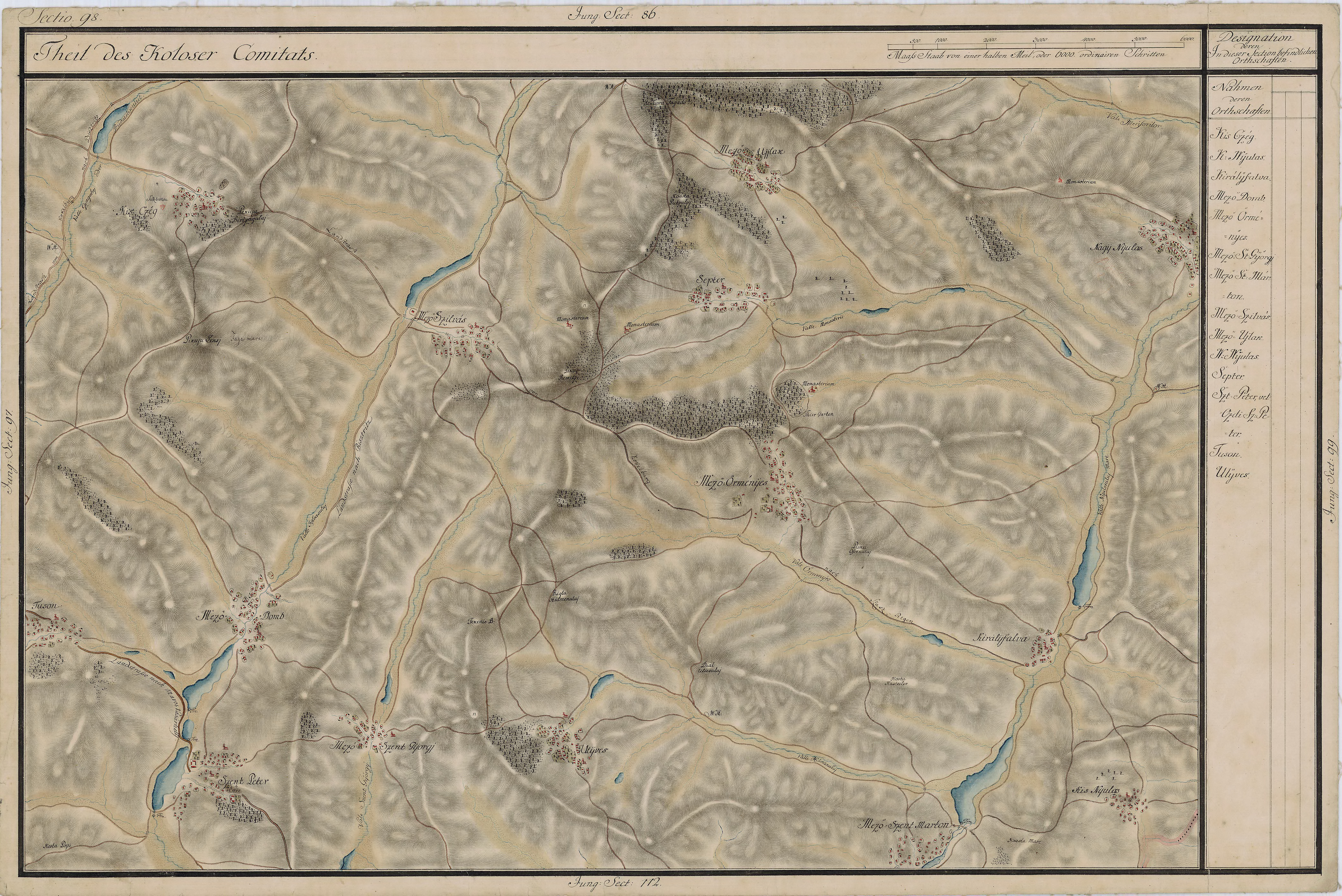
Sânmărtinu de Câmpie în Harta Iosefină a Transilvaniei, 1769-1773

Sânmărtinu de Câmpie este un sat în comuna Râciu din județul Mureș, Transilvania, România.

## Istoric
Localitatea este atestată din anul 1296 sub numele de Zenmartin, de la o biserică ridicată in onoarea sfântului Martin de Tours. Biserica medievală este  dispărută. Ultima menționare a ei datează de dinainte de secolul al XVI-lea. 
După conflictele dintre catolici și protestanți biserica nu mai este atestată. 
Satul apare in documente oficiale abia dupa venirea românilor mentionat mai jos, si aparatinând judetului Maros-torda pána in 1918. În anul 1765 călugărul mănăstirii românești se numea Ion. În 1774 avea de asemenea numai un călugăr. Averea: arător de 3 găleți, fânaț de 2 care de fân și o vie.

## Personalități
- Ioan Rusu (1826-1905), istoric, protopop unit al Sibiului în Belle Époque
- Octavian Manu (1875 - 1966), deputat în Marea Adunare Națională de la Alba Iulia 1918